# Albania
Albania (în albaneză Shqipëri/Shqipëria), oficial denumită Republica Albania (în albaneză Republika e Shqipërisë; ; în dialectul Gheg: Republika e Shqipnísë), este un stat suveran din sud-estul Europei. Se învecinează cu Muntenegru la nord-vest, cu Kosovo la nord-est, cu Macedonia de Nord la est și cu Grecia la sud și sud-est. Are ieșire la Marea Adriatică spre vest, și la Marea Ionică spre sud-vest. Se află la mai puțin de 72 km de Italia, de care o desparte strâmtoarea Otranto ce leagă Marea Adriatică de Marea Ionică. Albania este membră a ONU, NATO, a OSCE, a Consiliului Europei, a Organizației Mondiale a Comerțului, a Organizației pentru Cooperare Islamică și unul dintre membrii fondatori ai Uniunii Mediteranei. Albania este recunoscută din ianuarie 2003 drept potențial candidat pentru aderarea la Uniunea Europeană, și și-a depus oficial candidatura pentru aderare la 28 aprilie 2009.
Albania este o democrație parlamentară, cu economie în tranziție către economia de piață. Capitala Albaniei, Tirana, este locuită de 421.286 dintre cei 2.831.741 de locuitori. Reformele economice au deschis țara către investițiile străine, în special în domeniul dezvoltării energetice și a infrastructurii de transport. Albania a fost clasată pe locul 1 în lista efectuată de Lonely Planet cu primele 10 țări de vizitat în 2011.

## Etimologie
Numele de Albania este numele țării în latina medievală. În limba vorbită de localnici, țara se numește Shqipëri. În greaca medievală, țara se numește Albania (greacă Ἀλβανία), existând și variantele Albanitia, Arbanitia.
Numele provine, probabil, de la tribul iliric al albanilor, consemnat de Ptolemeu, geograful și astronomul din Alexandria, care a alcătuit o hartă în 150 e.n. care arată orașul Albanopolis (aflat la nord-est de Durrës).
Numele poate fi o continuare a numelui unei așezări medievale denumite Albanon și Arbanon, deși nu este sigur că este vorba despre același loc. În Istoria sa scrisă în 1079–1080, istoricul bizantin Mihail Attaliates a fost primul care i-a denumit pe Albanoi ca participanți la o revoltă împotriva Constantinopolului în 1043 și pe Arbanitai ca supuși ai ducelui de Dyrrachium. În Evul Mediu, albanezii și-au denumit țara Arbër sau Arbën, iar pe ei înșiși Arbëresh sau Arbnesh.
Încă din secolul al XVI-lea, toponimul Shqipëria și etnonimul Shqiptarë au înlocuit treptat Arbëria și Arbëresh. Deși cei doi termeni sunt interpretați popular ca însemnând „țara vulturilor” și respectiv „copiii vulturilor”, ei de fapt provin de la adverbul shqip, care înseamnă „în înțelegere”.
Sub Imperiul Otoman, Albania a fost oficial Arnavutluk, iar locuitorii ei arnăuți (oficial, Arnavutlar). Acești termeni sunt încă utilizați în limba turcă și în documentele oficiale ale Turciei. Cuvântul este considerat a fi o metateză din cuvântul arvanit, termenul grecesc folosit pentru a-i desemna pe albanezi.

## Istorie
Istoria Albaniei a ieșit din etapa preistorică în secolul al IV-lea î.Hr., odată cu primele atestării ale denumirii de Iliria în istoriografia greco-romană. Teritoriul Albaniei moderne nu are un echivalent în antichitate, el fiind cuprins în provinciile romane Dalmația, Macedonia (și anume Epirus Nova), și Moesia Superior. Teritoriul a rămas sub control roman (bizantin) până la migrațiile slave din secolele V-VII d.Hr., și a fost integrată în Imperiul Bulgar în secolul al IX-lea.
Nucleul teritorial al statului albanez s-a format în evul mediu, sub numele de Principatul Arbër și apoi Regatul Albaniei. Primele menționări ale poporului albanez ca etnie distinctă datează din aceeași perioadă. În secolul al XV-lea, a existat o serie de confruntări între albanezii conduși de Skanderbeg și Imperiul Otoman aflat în expansiune. La scurt timp după moartea lui Skanderbeg, după victoria otomană în asediul din 1478 al Shkoderului, rezistența albaneză organizată a încetat și țara a devenit pașalâc turcesc. A rămas sub control otoman, ca parte a provinciei Rumelia, până în 1912, când a fost proclamată independența primului stat independent albanez. Formarea conștiinței naționale albaneze datează de la sfârșitul secolului al XIX-lea și se înscrie în fenomenul mai larg de formare a națiunilor pe teritoriul Imperiului Otoman.
Prima organizație care s-a opus divizării Albaniei și a cerut autonomie sporită a fost Liga de la Prizren, formată la 1 iunie 1878, în Prizren, Kosovo. Liga de la Prizren a folosit forța militară pentru a împiedica anexarea nordului Albaniei la Muntenegru și Serbia, și sudul Albaniei la Grecia, la Congresul de la Berlin. După mai multe lupte cu trupele muntenegrene, liga a fost forțată să cedeze Ulcinj Muntenegrului, după care a fost învinsă de o armată otomană trimisă de sultan pentru a împiedica autonomia Albaniei. Răscoalele din 1910-1912, și înfrângerea otomanilor în Primul Război Balcanic, în condițiile înaintării armatelor muntenegrene, sârbe și grecești în Albania actuală au dus la declararea independenței Albaniei de către Ismail Qemali la Vlora, în 28 noiembrie 1912. Independența Albaniei a fost recunoscută prin Conferința de la Londra la 29 iulie 1913, dar trasarea frontierelor Albaniei a ignorat realitățile demografice ale momentului.
Monarhia de scurtă durată (1914–1925) a fost urmată de o primă Republică Albaneză de și mai scurtă durată (1925–1928), care a fost înlocuită de o altă monarhie (1928–1939), care a fost anexată de Italia Fascistă și apoi apoi de Germania Nazistă în timpul celui de al Doilea Război Mondial. După prăbușirea Axei, Albania a devenit stat comunist, denumit Republica Populară Socialistă Albania, dominată de Enver Hoxha (d. 1985). Moștenitorul politic al lui Hoxha, Ramiz Alia, a condus țara în perioada dezintegrării statului hoxhaist în contextul prăbușirii blocului comunist în anii 1980.
Regimul comunist albanez a căzut în 1990, iar Republica Albania a fost declarată în 1991. Fostul partid comunist a pierdut alegerile din martie 1992, în contextul colapsului economic și al tensiunilor sociale. O criză economică s-a răspândit în 1996,în urma prăbușirii unor jocuri piramidale ce au funcționat în țară, culminând, în 1997, cu lupte armate, care au dus la o emigrație în masă a albanezilor, în principal, în Italia, Grecia, Elveția, Germania și America de Nord.
În 1999, țara a fost afectată de Războiul din Kosovo, când mulți albanezi din Kosovo s-au refugiat în Albania.
Albania a devenit membru cu drepturi depline al NATO în 2009. Țara a cerut să devină candidat la aderarea la Uniunea Europeană.

## Politică
Republica Albania este o democrație parlamentară reglementată de constituția modificată cel mai recent în 1998. Se țin alegeri legislative o dată la patru ani, pentru un parlament unicameral cu 140 de locuri, Adunarea Poporului. În iunie 2002, Alfred Moisiu, fost general, a fost ales în urma unui compromis în locul președintelui Rexhep Meidani. Alegerile legislative din iulie 2005 l-au adus pe Sali Berisha, fost membru al Partidului Comunist, înapoi la putere în fruntea Partidului Democrat. Actualul președinte Bamir Topi a fost ales de parlament în iulie 2007.
Integrarea euro-atlantică a Albaniei este scopul principal urmărit de guvernele post-comuniste. Aderarea Albaniei la UE este considerată și ea una din prioritățile Comisiei Europene.
Albania, împreună cu Croația, a aderat la NATO la 1 aprilie 2009, ele devenind al 27-lea și al 28-lea membru al alianței.

### Executivul
Șeful statului albanez este președintele republicii. Acesta este ales pentru un mandat de 5 ani de către Adunarea Republicii Albania, prin vot secret, cu 50%+1 din voturile deputaților. Președintele actual este Bajram Begaj.
Președintele are atribuția de a garanta respectarea constituției și a tuturor legilor, de a fi comandant suprem al forțelor armate, a exercita îndatoririle Adunării Populare când ea nu este în sesiune și de a numi primul ministru.
Puterea executivă stă în mâinile Consiliului de Miniștri. Președintele consiliului (primul ministru) este numit de președinte; miniștrii sunt. apoi, numiți de președinte la recomandarea primului ministru. Adunarea Poporului trebuie să își dea votul final asupra compoziției Consiliului. Consiliul este responsabil de îndeplinirea politicilor externă și internă.

### Adunarea legislativă
Adunarea Republicii Albania (Kuvendi i Republikës së Shqipërisë) este organismul legislativ din Albania. Sunt 140 de deputați în adunare, aleși în sistem proporțional pe liste de partid. Președintele Adunării, care are doi vicepreședinți, prezidează lucrările. În cadrul legislativului funcționează 15 comisii permanente. Alegeri parlamentare au loc o dată la patru ani.
Adunarea are rol decizional în politicile internă și externă; poate aproba și modifica constituția, declara război, ratifica sau denunța tratate internaționale, alege președintele, curtea supremă și procurorul general și adjuncții acestuia din urmă, și de a controla activitatea posturilor publice de radio și televiziune și a agențiilor de știri de stat.

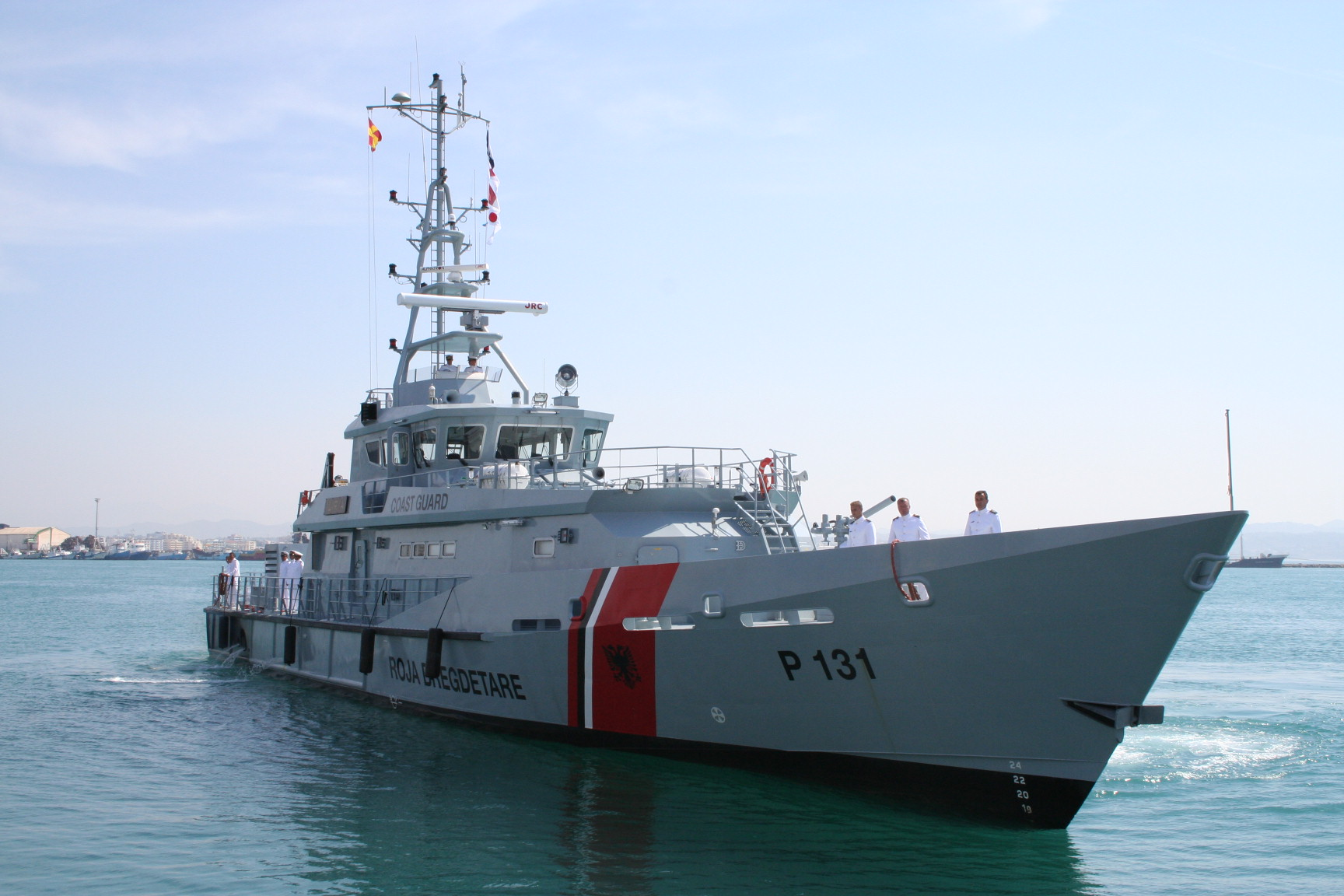
Vasul Iliria din marina albaneză

### Forțele armate
Forțele Armate Albaneze (Forcat e Armatosura të Shqipërisë) au fost înființate după obținerea independenței de stat în 1912. Albania a redus numărul militarilor activi de la 65.000 în 1988 la 14.500 în 2009, abolind serviciul militar obligatoriu în 2010, armata fiind formată acum dintr-o flotă mică de avioane și vase. În anii 1990, țara a casat cantități enorme de aparatură învechită, cum ar fi tancuri și rachete sol-aer chinezești.
Astăzi, ea este condusă de Statul Major General, Forțele Terestre Albaneze, Forțele Aeriene Albaneze, Forțele Albaneze de Apărare Navală și Brigada Logistică. Creșterea bugetului militar a fost una dintre cele mai importante condiții pentru aderarea la NATO. Cheltuielile militare au reprezentat circa 2,7% din PIB în 2008. Din februarie 2008, Albania participă oficial la Operațiunea Active Endeavor a NATO în Marea Mediterană. A fost invitată să devină membru al NATO la 3 aprilie 2008 și a devenit membru cu drepturi depline la 1 aprilie 2009.

## Diviziuni administrative
Albania este împărțită în 12 provincii (județe) și în 36 rrethe (districte). Capitala, Tiranë, are un statut special. Districtele sunt:
| - 1 Berat - 2 Bulqizë - 3 Delvinë - 4 Devoll - 5 Dibër - 6 Durrës - 7 Elbasan - 8 Fier - 9 Gjirokastër - 10 Gramsh - 11 Has - 12 Kavajë | - 13 Kolonjë - 14 Korçë - 15 Krujë - 16 Kuçovë - 17 Kukës - 18 Kurbin - 19 Lezhë - 20 Librazhd - 21 Lushnjë - 22 Malësi e Madhe - 23 Mallakastër - 24 Mat | - 25 Mirditë - 26 Peqin - 27 Përmet - 28 Pogradec - 29 Pukë - 30 Sarandë - 31 Shkodër - 32 Skrapar - 33 Tepelenë - 34 Tirana - Capitala - 35 Tropojë - 36 Vlorë | Districtele Albaniei |

Vezi și: Categorie:Orașe în Albania

## Geografie

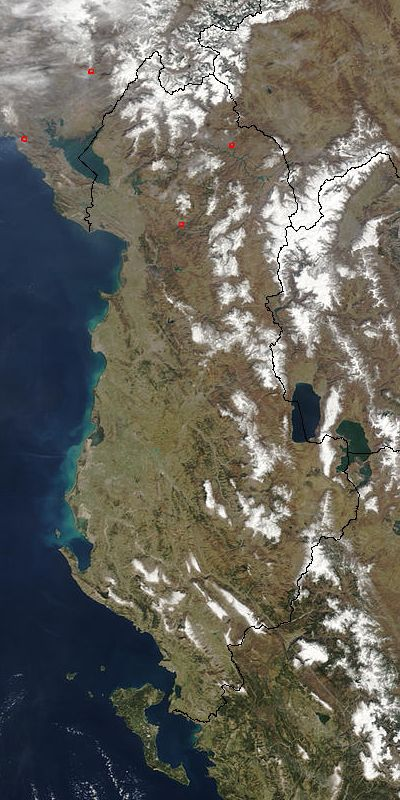
Albania din satelit

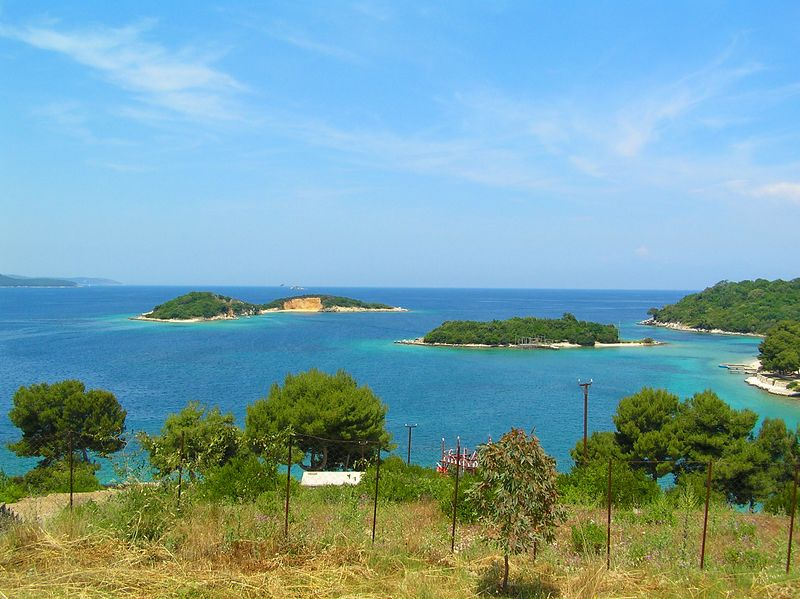
Insulițele Ksamil.

Albania are o arie totală de 28.748 km². Ea se întinde între paralelele de 39° și 43° latitudine nordică, și între meridianele de 19° și 21° longitudine estică (o mică parte se află la est de 21°). Se învecinează cu Muntenegru la nord, Kosovo la nord-est, Macedonia la est și Grecia la sud. Lungimea coastelor Albaniei este de 476 km,:240 având ieșire la Marea Adriatică și la Marea Ionică. În zona vestică, există o câmpie litorală pe malurile Mării Adriatice. 70% din suprafața țării este teren muntos adesea inaccesibil. Cel mai înalt vârf este Golem Korab, situat în districtul Dibër, cu o altitudine de 2.753 m. Clima de pe coastă este mediteraneană cu ierni umede și blânde și veri uscate.
În interiorul continentului, aspectele climatice diferă în funcție de altitudine, dar zonele de la peste 1.500 m sunt reci și adesea acoperite cu zăpadă iarna și chiar primăvara. În afara capitalei Tirana, care are 800.000 de locuitori, principalele orașe sunt Durrës, Korçë, Elbasan, Shkodër, Gjirokastër, Vlorë și Kukës.
Cele mai mari și mai adânci trei lacuri din Peninsula Balcanică se află parțial în Albania. Lacul Shkodër din nord-vestul țării are o suprafață variabilă între 370–530 km², din care o treime aparține Albaniei și restul Muntenegrului. Coasta lacului pe malul albanez are 57 km lungime. Lacul Ohrid se află în sud-estul țării și se află pe frontiera cu Macedonia. Are o adâncime maximă de 289 metri și în zonă trăiesc specii unicat de plante și animale, între care fosile vii și multe specii endemice. Datorită valorii naturale și istorice, Lacul Ohrid se află sub protecția UNESCO.

### Clima

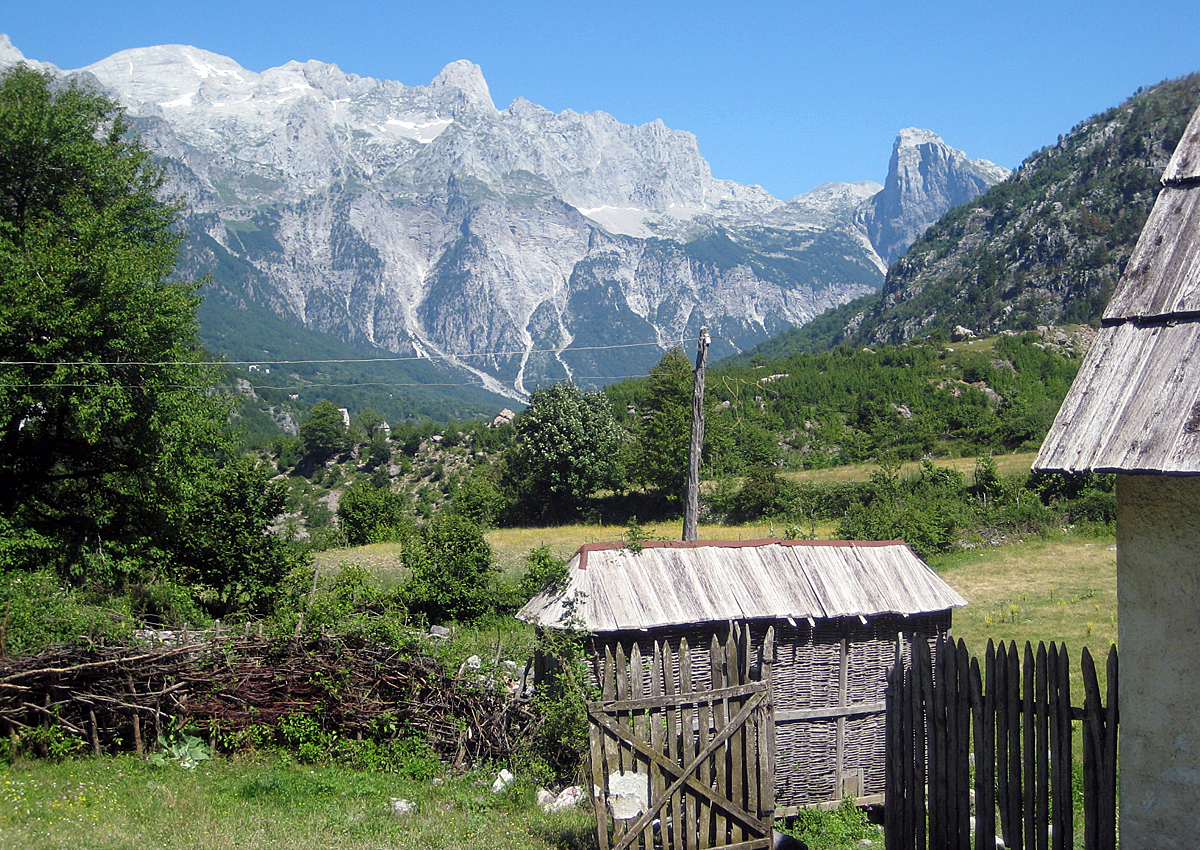
Alpii Albanezi

Aflată pe malul mărilor Adriatică și Ionică, având munți înalți sprijiniți pe masa continentală balcanică, Albania are un număr mare de regiuni climatice prin comparație cu aria sa. Câmpiile litorale au parte de climat mediteranean; zonele montane au parte de un climat temperat-continental. Vremea variază puternic de la nord la sud.
Câmpiile au ierni blânde, cu temperaturi medii de circa 7 °C. Vara, media temperaturilor se apropie de 24 °C. În câmpiile din sud, temperaturile au medii cu circa 5 °C mai mult. Diferența poate fi mai mare pe timp de vară și mai mică pe timp de iarnă.
În interiorul continentului, temperaturile sunt afectate mai mult de diferențele de altitudine decât de cele de latitudine și de alți factori. Temperaturile scăzute iarna în munți sunt cauzate de masele de aer continental care domină vremea în Europa de Est și în Balcani. Vânturile dinspre nord și nord-est bat mare parte din timp. Vara, temperaturile medii sunt mai scăzute decât pe coastă și mult mai scăzute la altitudini mari, dar fluctuațiile diurne sunt mai mari. Temperaturile maxime ziua în văile și depresiunile din interior sunt foarte ridicate, iar nopțile sunt aproape mereu răcoroase.

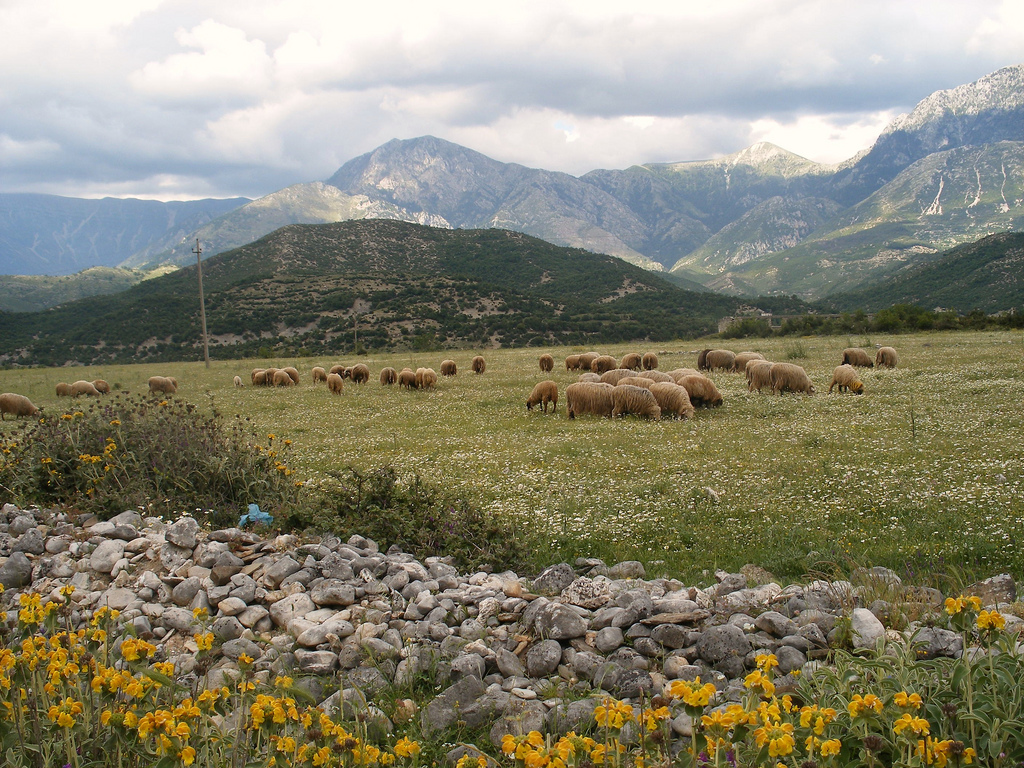
Peisaj din Albania

Precipitațiile medii sunt ridicate, ca urmare a convergenței între curenții de aer mediteraneeni și aerul continental. Întrucât ele se întâlnesc de regulă în zone cu altitudine mare, cele mai bogate precipitații cad în zona centrală. Curenții verticali care apar atunci când aerul mediteranean se ridică produc adesea furtuni. Multe dintre acestea sunt însoțite de vânturi locale puternice și ploi torențiale.
Când masa de aer continental este slabă, vânturile mediteraneene duc aerul umed mai departe spre interiorul continentului. Când apare o masă de aer continental dominantă, aerul rece coboară și spre zonele joase, ceea ce se întâmplă mai des iarna. Întrucât temperaturile scăzute dăunează măslinilor și citricelor, livezile există doar în zone adăpostite, cu pantă spre sud și vest, chiar și în zone cu temperaturi ridicate pe timp de iarnă.
Cantitatea medie de precipitații se situează de la 1.000 mm până la 1.500 mm anual, cele mai mari niveluri înregistrându-se în nord. Aproape 95% din ploi cad iarna.
Ploile din zonele montane sunt mai abundente. Nu există înregistrări precise, iar estimările sunt foarte variate, dar mediile anuale se cifrează probabil în preajma a 1.800 mm și ar putea ajunge la 2.550 mm în nord. Alpii Albanezi din vest (valea Boga) se numără printre cele mai umede zone din Europa, primind circa 3.100 mm de precipitații anual. Variațiile sezoniere sunt mai reduse în zona de coastă.
În 2009, o expediție a Universității Colorado a descoperit patru mici ghețari în munții din Albania de Nord. Ei se află la altitudinea relativ joasă de 2.000 metri – fiind aproape unici pentru o latitudine atât de sudică.

### Flora și fauna

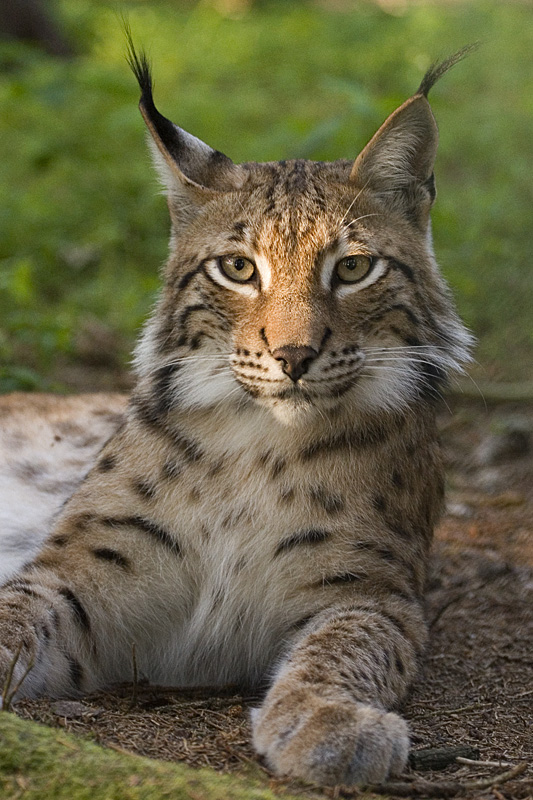
Râsul încă trăiește în Albania.

Deși o țară mică, Albania are o bogată biodiversitate. Variațiile geomorfologice, climatice și de relief creează condiții favorabile mai multor specii endemice și subendemice, 27 de plante vasculare endemice și 160 subendemice în țară. Numărul total al plantelor este de peste 3250 de specii, aproximativ 30% din numărul speciilor găsite în Europa.
Peste o treime din teritoriul Albaniei– circa 10.000 de kilometri pătrați– este împădurit, iar țara este bogată în floră. Din punct de vedere fitogeografic, Albania aparține regatului floristic boreal, între provinciile Adriatică și Est-Mediteraneană din regiunea Mediteraneană și provincia Ilirică din regiunea Circumboreală. Regiunile de coastă și de câmpie au vegetație maquis tipic mediteraneană, în vreme ce pădurile de stejar se găsesc la altitudini mai înalte. Păduri vaste de pin, mesteacăn și brad se găsesc în munții înalți, iar pășunile alpine domină zonele de peste 1800 metri.

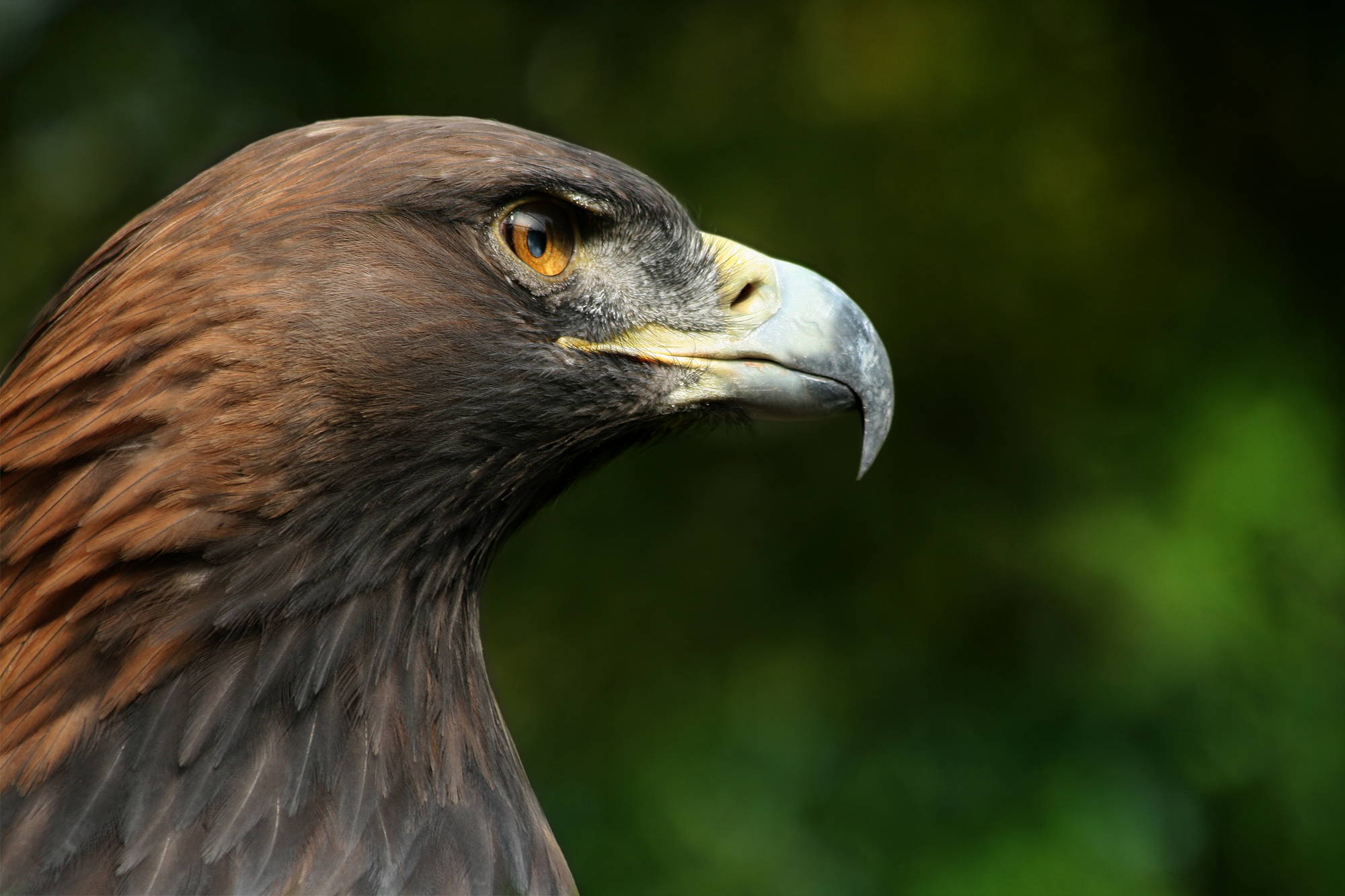
Pajura–simbolul național al Albaniei.

Conform World Wide Fund for Nature și Digital Map of European Ecological Regions furnizate de Agenția Europeană de Mediu, teritoriul Albaniei poate fi împărțit în trei ecoregiuni: pădurile de foioase ilirice, pădurile de amestec din Munții Pindului și pădurile de amestec din Alpii Dinarici. Pădurile găzduiesc o gamă largă de mamifere, inclusiv lupi, urși, mistreți și capre negre. Râșii, pisicile sălbatice, jderii și dihorii sunt rare, dar trăiesc în unele zone.
Există circa 760 de specii de vertebrate în Albania. Printre acestea, se numără 350 de specii de păsări, 330 de pești de apă dulce și marini și 80 de specii de mamifere. Există circa 91 de specii amenințate pe teritoriul țării, între care pelicanul dalmațian, cormoranul pigmeu și sturionul de mare european. Regiunile stâncoase de pe coasta sudică reprezintă un habitat favorabil pentru foca mediteraneană.
Unele dintre cele mai semnificative specii de păsări din țară este pajura– simbol național al Albaniei – alături de specii de vultur, cocoș de munte și numeroase rațe și gâște sălbatice. Pădurile Albaniei păstrează încă mari comunități de mamifere mari, cum ar fi ursul brun, lupul cenușiu, capra neagră și porci sălbatici. Munții din nord și est sunt habitat al unora dintre ultimii râși balcanici – o subspecie pe cale de dispariție de râs eurasiatic.

## Economie
Albania rămâne o țară săracă după standardele Europei Occidentale. PIB pe cap de locuitor (exprimat în termeni de paritate a puterii de cumpărare) era în 2010 28% din media Uniunii Europene. Totuși, Albania a dat dovadă de potențial pentru creștere economică, întrucât o serie de afaceri s-au reamplasat acolo și bunurile de consum au început să apară la comercianți activi pe o piață în curs de dezvoltare, în condițiile în care sunt căutate zone unde costurile de producție sunt mici. Albania, Cipru și Polonia sunt singurele tări din Europa care au înregistrat creșteri economice în primul trimestru al anului 2009. Fondul Monetar Internațional (FMI) a preconizat o creștere economică de 2,6% pentru Albania în 2010 și una de 3,2% în 2011. Există semne de creșteri ale investițiilor, iar opririle alimentării cu energie electrică, ce au persistat mult după căderea comunismului s-au redus, Albania ajungând exportator de energie.
Albania și Croația au discutat posibilitatea construirii în comun a unei centrale electrice termonucleare pe mallurile lacului Shkoder, aproape de frontiera cu Muntenegru, un plan ce a atras critici din partea Muntenegrului din cauza seismicității zonei. În plus, există îndoieli privind capacitatea Albaniei de a finanța un proiect atât de amplu cu un buget național total sub 5miliarde de dolari. În februarie 2009, însă, compania italiană Enel a anunțat intenția de a construi o termocentrală pe cărbuni, cu o putere instalată de 800 MW, cu scopul de a diversifica sursele de electricitate. Aproape toată electricitatea folosită în Albania este generată de hidrocentrale vechi, care devin din ce în ce mai ineficiente în condiții de secetă.
Țara are zăcăminte de petrol și gaze naturale, dar în 2009 producea doar 5.400 barili de petrol pe zi. Producția de gaze naturale, estimată la aproximativ 30 de milioane de metri cubi, este suficientă pentru a satisface cererile consumatorilor. Printre alte resurse naturale se numără cărbunele, bauxita, minereul de cupru și fier.
Agricultura este sectorul cel mai semnificativ, fiind domeniul în care activează 58% din forța de muncă și care generează circa 21% din PIB. Albania produce cantități semnificative de grâu, porumb, tutun, smochine (al 13-lea producător mondial) și măsline.

### Știința și tehnologia
Cheltuielile pentru cercetare și dezvoltare științifică în Albania nu depășesc 0,18% din PIB, țara clasându-se la acest capitol pe ultimul loc în Europa. Competitivitatea economică și exporturile sunt scăzute, economia fiind încă polarizată către domenii de joasă calificare. Din 1993, resursele umane în domeniul științei și tehnologiei au scăzut drastic. Diferite studii arată că în anii 1991–2005 circa 50% dintre profesorii și cercetătorii din universități și institute științifice au emigrat.
În 2009, guvernul a aprobat „Strategia Națională pentru Știință, Tehnologie și Inovație în Albania” care acoperă perioada 2009–2015. Ea are ca scop triplarea investițiilor de la bugetul de stat în cercetare și dezvoltare, până la 0,6% din PIB și de a crește proporția investițiilor în R&D din surse exterioare, inclusiv prin intermediul programului UE pentru cercetare, pentru a-l ridica la 40% din totalul investițiilor în cercetare.

## Transporturi

### Rutier

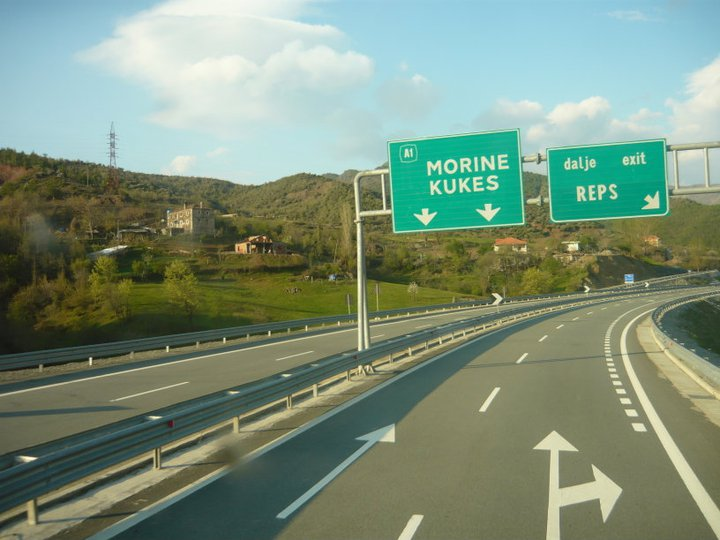
Autostrada A1 din Albania

Există trei șosele principale cu patru benzi în Albania: șoseaua ce leagă orașul Durrës de capitala Tirana, cea care leagă Durrës cu Vlorë și șoseaua Albania-Kosovo. Dintre acestea, un segment este de autostradă: Albania-Kosovo este autostrada A1; autostrada A2 este în lucru.
Șoseaua Albania-Kosovo leagă Kosovo de coasta albaneză a Adriaticii: secțiunea albaneză a fost terminată în iunie 2009, iar acum drumul de la frontiera cu Kosovo până la Durrës durează două ore și jumătate. În total, autostrada va avea circa 250 km când va ajunge la Priștina. A fost cel mai costisitor și mai amplu proiect de infrastructură efectuat vreodată în Albania. Costurile autostrăzii au trecut de 800 de milioane de euro, dar cifra nu a fost confirmată încă de guvern.
Încă două autostrăzi urmează să fie construite în Albania în viitor: Coridorul VIII pan-european, care va lega Albania de Macedonia și Bulgaria, și șoseaua nord-sud, ce corespunde secțiunii albaneze din Autostrada Adriatico–Ioniană, o autostradă regională ce urmează să lege Croația de Grecia de-a lungul coastelor Mării Adriatice și a Mării Ionice. Când toate cele trei coridoare vor fi terminate, Albania va avea circa 759kilometri de șosele care o vor lega de țările vecine: Kosovo, Macedonia, Muntenegru și Grecia.
Din cauza politicii din timpul regimului comunist, una izolaționistă chiar și după standardele țărilor din spatele Cortinei de Fier, Albania nu a semnat acordul pentru constituirea rețelei de drumuri europene. Ca urmare, deși Albania a aderat în cele din urmă la acest acord, prin Albania încă nu trece niciun drum european, acestea efectuând ocoluri mari pentru a trece din Muntenegru în Grecia.

### Aerian

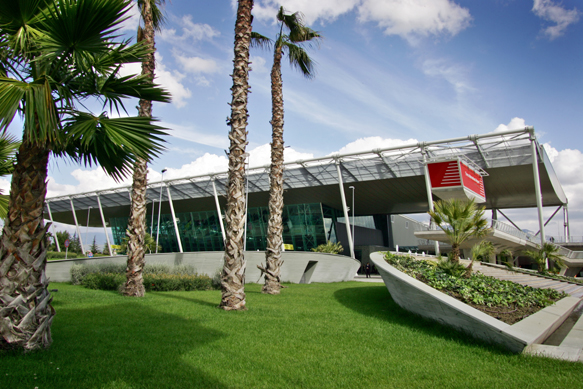
Aeroportul Internațional Maica Tereza Tirana

Transportul aerian civil în Albania își are începuturile în noiembrie 1924, când Republica Albania a semnat un acord guvernamental cu compania aeriană germană Deutsche Luft Hansa. Pe baza unui acord de concesiune pe zece ani, s-a înființat compania aeriană albaneză. În primăvara lui 1925, au început primele zboruri interne de la Tirana la Shkoder și Vlora.
În august 1927, birourile Ministerului Aviației Civile și Traficului Aerian din Italia a achiziționat Adria Aero Lloyd. Compania, condusă de italieni, și-a extins zborurile și către alte orașe, cum ar fi Elbasan, Korça, Kukësi, Peshkopia și Gjirokastra, și a deschis linii internaționale către Roma, Milano, Salonic, Sofia, Belgrad și Podgorica.
Construcția unui aeroport mai modern la Lapraka a demarat în 1934 și s-a terminat în 1935. Acest nou aeroport, denumit, ulterior, oficial „Aeroportul Tirana”, a fost construit în conformitate cu parametrii tehnologici optimi la vremea aceea, cu o pistă de beton ranforsat de 2.700 m, și completată cu echipament tehnic și clădiri.
În perioada 1955–1957, s-a construit aeroportul Rinasi, în scopuri militare. Ulterior, el a fost trecut în administrația Ministerului Transporturilor. La 25 ianuarie 1957, Întreprinderea de Stat pentru Transport Aerian Internațional (Albtransport) și-a stabilit sediul la Tirana. Aeroflot, Jat, Malev, Tarom și Interflug au fost companiile care au început să efectueze zboruri către înainte de 1960.
În perioada 1960–1978, mai multe linii aeriene au încetat să opereze în Albania din cauza impactului vieții politice, având ca efect o scădere a influxului de zboruri și pasageri. În 1977, guvernul comunist al Albaniei a semnat un acord cu Grecia pentru a deschide prima linie aeriană a țării cu Europa necomunistă. Ca urmare, Olympic Airways a fost prima companie necomunistă care a efectuat zboruri comerciale către Albania după al Doilea Război Mondial. Până în 1991, Albania avea legături aeriene cu mai multe mari orașe europene, între care Paris, Roma, Zürich, Viena și Budapesta, dar nu avea serviciu aerian intern regulat.
Un joint venture franco-albanez, Ada Air, s-a lansat în Albania post-comunistă ca prima companie aeriană privată, în 1991. Compania oferea zboruri cu avioane de treizeci și șase de locuri, patru zile pe săptămână, între Tirana și Bari, Italia, precum și un serviciu charter pentru destinații interne și internaționale.
Între 1989 și 1991, din cauza schimbărilor politice din țările Europei de Est, Albania a aderat la Organizația Internațională de Aviație Civilă (ICAO), și-a deschis spațiul aerian zborurilor internaționale și a definit îndatoririle controlorilor de trafic aerian. Ca urmare a acestor schimbări, s-au creat condiții de separare a activităților de control al traficului aerian de Albtransport. În locul ei, s-a înființat Agenția Națională a Traficului Aerian (NATA), ca entitate independentă. În plus, în acești ani, s-au semnat acordurile guvernamentale de transport aerian civil cu țări ca Bulgaria, Germania, Slovenia, Italia, Rusia, Austria, Regatul Unit și Macedonia. Directoratul General al Aviației Civile (DGCA) a fost înființat la 3 februarie 1991, pentru a gestiona dezvoltarea necesară la acea vreme.

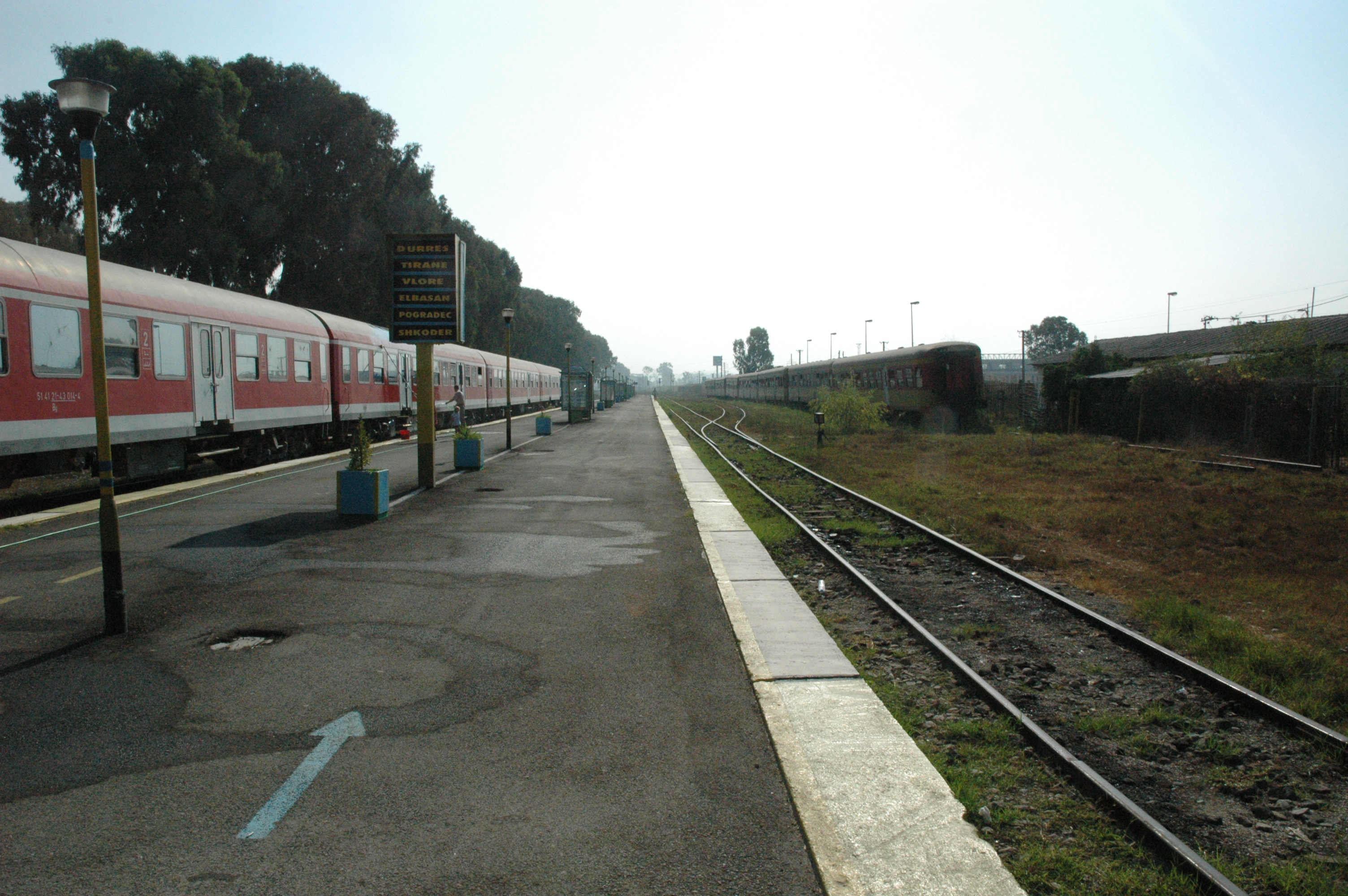
Tren pe calea ferată Durrës–Tirana

În 2007, Albania avea un singur aeroport internațional : Aeroportul Internațional Maica Tereza Tirana. Aeroportul este legat de 29 de destinații prin 14 linii aeriene. Numărul de pasageri și de zboruri a crescut drastic față de începutul anilor 1990. Datele de pe anul 2009 arată 1,3 milioane de pasageri și o medie de 44 de aterizări și decolări pe zi.

### Feroviar
În Albania, căile ferate sunt administrate de compania feroviară națională Hekurudha Shqiptare (HSH) (Căile Ferate Albaneze). Sistemul feroviar este unul cu ecartament normal de 1.435 mm. Toate trenurile sunt trase de locomotive diesel-electrice ČKD, de fabricație cehă.
Transportul feroviar a fost promovat intensiv de regimul totalitar al lui Enver Hoxha, perioadă în care transportul cu mijloace personale era efectiv interzis. După căderea regimului, numărul vehiculelor proprietate personală, cât și cel al autobuzelor, a crescut. Deși o parte din drumurile din țară sunt încă într-o stare foarte proastă, s-a acționat în acest sens (de exemplu, construcția autostrăzii dintre Tirana și Durrës), fenomen ce a redus volumul traficului pe calea ferată.

## Demografie
| 1971                   | 2.2 |
| 1990                   | 3.3 |
| 2008                   | 3.1 |
| 2011                   | 2.8 |
| Sursa: OECD/World Bank |     |

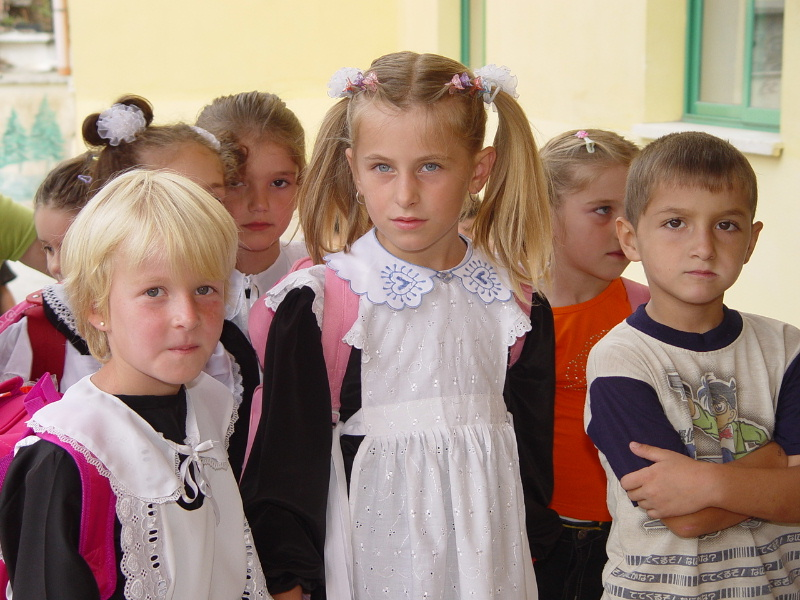
Elevi albanezi

Conform ultimului recensământ din 2017, populația totală a Albaniei este de 3.047.987 locuitori și un spor natural de 6,4 la mia de locuitori. În 2017 natalitatea în Albania era de 13,2 la mie, iar mortalitatea de 6,8 la mie. Din aceste date rezultă un spor natural de 6,4 la mie.

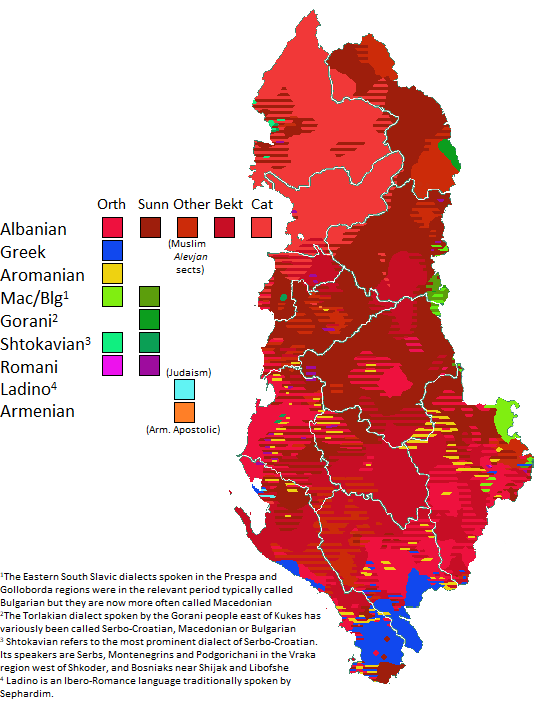
Regiuni cu prezență tradițională a altor grupuri etnice sau lingvistice decât albanezii.

Conform recensământului din 2011, populația totală a Albaniei este de 2.821.977 cu o rată a fertilității redusă, de 1,49, copii pentru fiecare femeie. Căderea regimului comunist în 1990 a fost însoțită de emigrație masivă. Migrația externă era interzisă în Albania comunistă, iar cea internă era puternic limitată, astfel că fenomenul a fost o noutate. Între 1991 și 2004, circa 900.000 de oameni au emigrat din Albania, circa 600.000 stabilindu-se în Grecia. Emigrația a afectat puternic distribuția demografică internă a Albaniei.

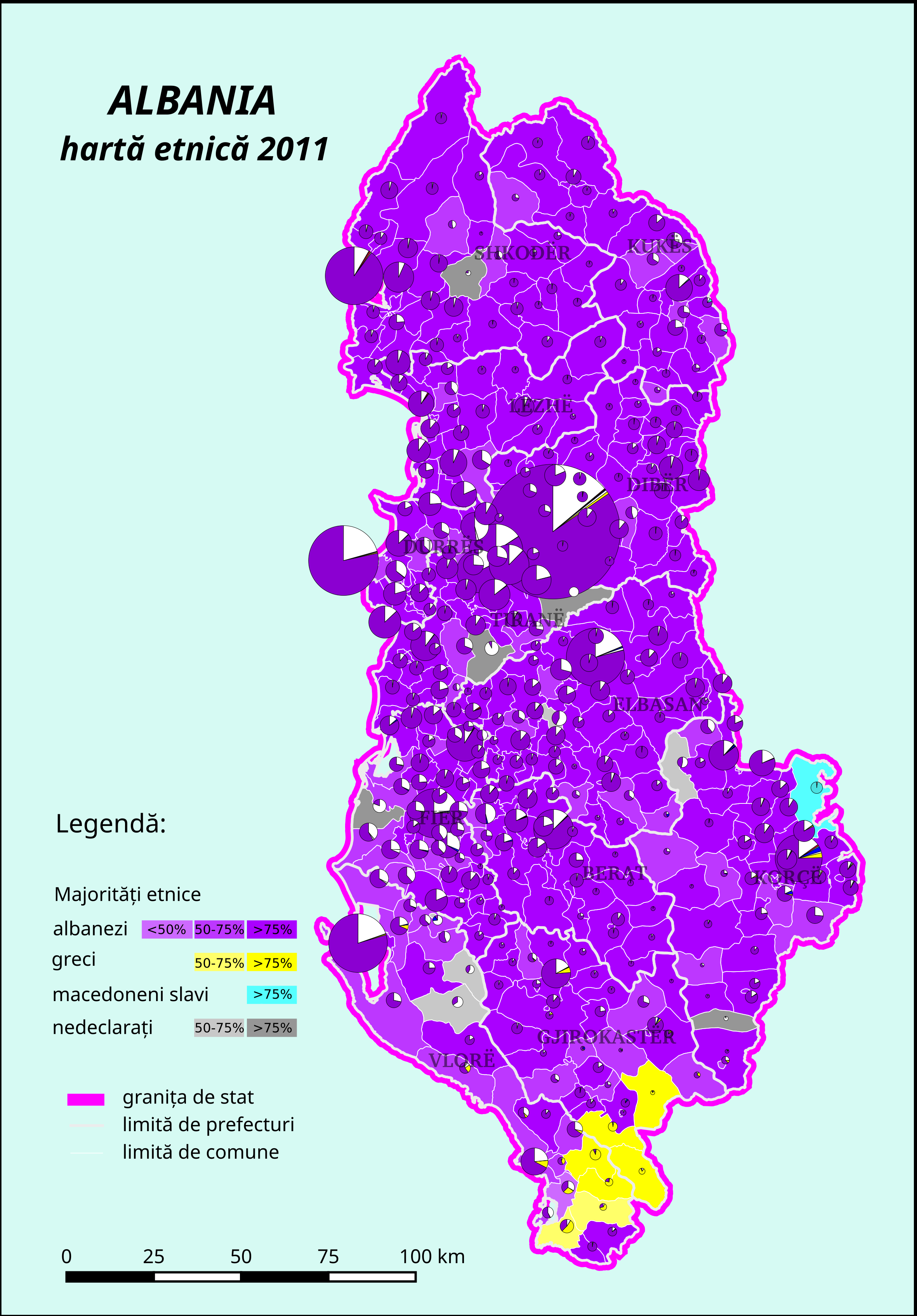
Harta etnică a Albaniei după datele recensământului oficial din 2011

Problema etniei este una delicată și pe larg dezbătută. Statisticile oficiale consideră Albania o țară puternic omogenă din punct de vedere etnic (97% albanezi), dar grupurile minoritare (greci, macedoneni, muntenegreni/sârbi, romi și vlahi/aromâni) au pus la îndoială datele oficiale, afirmând că ponderea lor în cadrul populației este subestimată. Ultimul recensământ cu date etnografice înainte de 2011 fusese efectuat de autoritățile comuniste în 1989.
Albania recunoaște trei minorități naționale, grecii, macedonenii și muntenegrenii, și două minorități culturale, aromânii și romii. Există în Albania și minorități de bulgari, gorani, sârbi, egipteni balcanici, bosniaci și evrei. Guvernul grec susține că există 300.000 de greci în Albania, dar estimările occidentale gravitează în jurul cifrei de 200.000. Guvernul albanez plasează numărul lor la doar 24.243. CIA World Factbook estimează minoritatea greacă la 0,9% din totalul populației, iar Departamentul de Stat al SUA folosește cifrele de 1,17% pentru greci și 0,23% pentru alte minorități.
Conform recensământului din 2011, populația Albaniei a declarat următoarele afilieri etnice: albanezi 2.312.356 (82,6% din total), greci 24.243 (0,9%), macedoneni 5.512 (0,2%), muntenegreni 366 (0,01%), aromâni 8.266 (0,30%), romi 8.301 (0,3%), egipteni balcanici 3.368 (0,1%), alte etnii 2.644 (0,1%), etnia nefiind declarată de 390.938 de persoane (14%), și irelevantă în cazul a 44.144 (1,6%). Se arată și că 2.765.610 sau 98,767% din populație a declarat albaneza ca limbă maternă („prima sau principala limbă vorbită acasă în copilărie”).
Minoritățile macedoneană și greacă au criticat dur articolul 20 al legii recensământului, conform căruia oricine declară altă etnie decât cea din certificatul de naștere este pasibil de o amendă de 1.000 de dolari, considerând-o o tentativă de intimidare a minorităților pentru a declara etnia albaneză, organizațiile minorităților afirmând că guvernul a amenințat cu închisoarea pe cei ce refuză să-și declare etnia. Genc Pollo, ministrul de resort, a declarat că cetățenii vor putea să-și declare liber etnia, limba maternă și religia, sau pot alege să nu răspundă. Amendamentele criticate nu includ încarcerarea sau obligativitatea declarării etniei sau limbii, ci doar o amendă ce poate fi contestată în instanță.
În Parlamentul Albaniei este reprezentată minoritatea greacă, iar guvernul i-a invitat pe greci să se înregistreze pentru a-și ameliora statutul. Pe de altă parte, naționaliștii, diferite organizații de intelectuali și partide politice din țară și-au exprimat îngrijorarea că recensământul ar putea crește artificial numărul minorității grecești, ceea ce ar putea duce la amenințarea integrității teritoriale a Albaniei de către Grecia.

### Limba
Limba oficială și dominantă este albaneza, a cărei variantă standard a fost formată din două dialecte principale, Gheg și Tosk, ultimul având o influență predominantă față de primul. Râul Shkumbin este linia de separație între arealele de răspândire ale celor două dialecte. În zonele locuite de minoritatea greacă, se vorbește un dialect grecesc ce păstrează unele trăsături astăzi dispărute din greaca modernă. Alte limbi vorbite de minoritățile etnice sunt aromâna, sârba, macedoneana, bulgara, gorani și romani.

### Religia
| Recensământul din 2011 din Albania | Recensământul din 2011 din Albania | Recensământul din 2011 din Albania | Recensământul din 2011 din Albania | Recensământul din 2011 din Albania |
| ---------------------------------- | ---------------------------------- | ---------------------------------- | ---------------------------------- | ---------------------------------- |
|                                    |                                    |                                    |                                    |                                    |
| Musulmani suniți                   | Musulmani suniți                   |                                    | 57%                                | 57%                                |
| Bektashi                           | Bektashi                           |                                    | 2%                                 | 2%                                 |
| Creștini ortodocși                 | Creștini ortodocși                 |                                    | 7%                                 | 7%                                 |
| Catolici                           | Catolici                           |                                    | 10%                                | 10%                                |
| Alți creștini                      | Alți creștini                      |                                    | 0.2%                               | 0.2%                               |
| Alte religii                       | Alte religii                       |                                    | 5.5%                               | 5.5%                               |
| Religie nedeclarată                | Religie nedeclarată                |                                    | 14%                                | 14%                                |
| Atei                               | Atei                               |                                    | 2.5%                               | 2.5%                               |

Conform recensământului din 2011, 58,79% din albanezi sunt musulmani, creștinismul este practicat de 17% din populație, prin care este a doua religie a țării, iar 25% din populație este ori fără religie, ori aparține altor grupări religioase. Biserica Ortodoxă Albaneză a refuzat să recunoască rezultatele recensământului din 2011 privind religia, afirmând că ortodocșii ar fi 24% din populație, și nu 6,75%. Înainte de al doilea război mondial, 70% din populație erau musulmani, 20% ortodocși și 10% catolici. Conform unui sondaj din 2010, religia joacă astăzi un rol important în viețile a doar 39% din albanezi, iar Albania este printre cele mai puțin religioase țări din lume. Un studiu efectuat în 2012 de Pew Research Center a notat că 65% din musulmanii albanezi nu se consideră membri ai vreunei denominații musulmane (suniți, șiiți, sufiți).
Albanezii apar pentru prima oară în izvoarele scrise bizantine la sfârșitul secolului al XI-lea. În acest moment, ei erau deja creștinați. Islamul a apărut apoi ca religie dominantă în secolele de dominație otomană, deși o minoritate importantă au rămas creștini. După independența obținută în 1912, regimurile albaneze republican, monarhic și apoi comunist au acționat sistematic în vederea excluderii religii din funcțiunile oficiale și din viața culturală, primele două în scopul modernizării statului, ultimul în scopul ideologic al eliminării religiei din orice formă a vieții sociale. De la independență, Albania nu a avut niciodată o religie oficială.
Regimul comunist care a preluat puterea în Albania după al Doilea Război Mondial a persecutat și a suprimat instituțiile și practicile religioase și a interzis religia, declarând Albania primul stat ateu din lume. Libertatea religioasă a revenit în Albania de la schimbarea de regim din 1992. Albania a aderat la Organizația Conferinței Islamice în 1992, după căderea comunismului, dar nu participă la conferința din 2014 din cauza unei dispute privind ratificarea acestei aderări de către Parlament. Populația musulmană albaneză (în principal seculară sau sunnită) se găsește răspândită în toată țara, în timp ce ortodocșii albanezi și Bektashi sunt concentrați în sud, iar romano-catolicii se găsesc în nordul țării.
Primul protestant albanez a fost Said Toptani, care a călătorit prin Europa, iar în 1853 s-a întors la Tirana și a propovăduit protestantismul. El a fost arestat și încarcerat de autoritățile otomane în 1864. Prezența protestanților evanghelici datează de la misionarii congregaționaliști și apoi metodiști și de la activitatea British and Foreign Bible Society⁠(en)[traduceți] din secolul al XIX-lea. Alianța Evanghelică, denumită VUSh, a fost înființată în 1892. Astăzi VUSh mai are circa 160 de congregații membre din diferite culte protestante. VUSh organizează marșuri în Tirana, între care unul împotriva conflictelor de clan ținut în 2010. Bibliile sunt furnizate de Societatea Interconfesională pentru Biblie din Albania. Prima biblie în albaneză a fost traducerea Filipaj tipărită în 1990.
Biserica adventistă de ziua a șaptea, Biserica lui Isus Hristos și a Sfinților din Zilele de pe Urmă, și martorii lui Iehova au și ei câțiva practicanți în Albania.
Albania a fost singura țară din Europa continentală în care populația evreiască a crescut în timpul Holocaustului. După emigrarea în masă în Israel după căderea regimului comunist, astăzi mai rămân în țară doar circa 200 de credincioși mozaici.

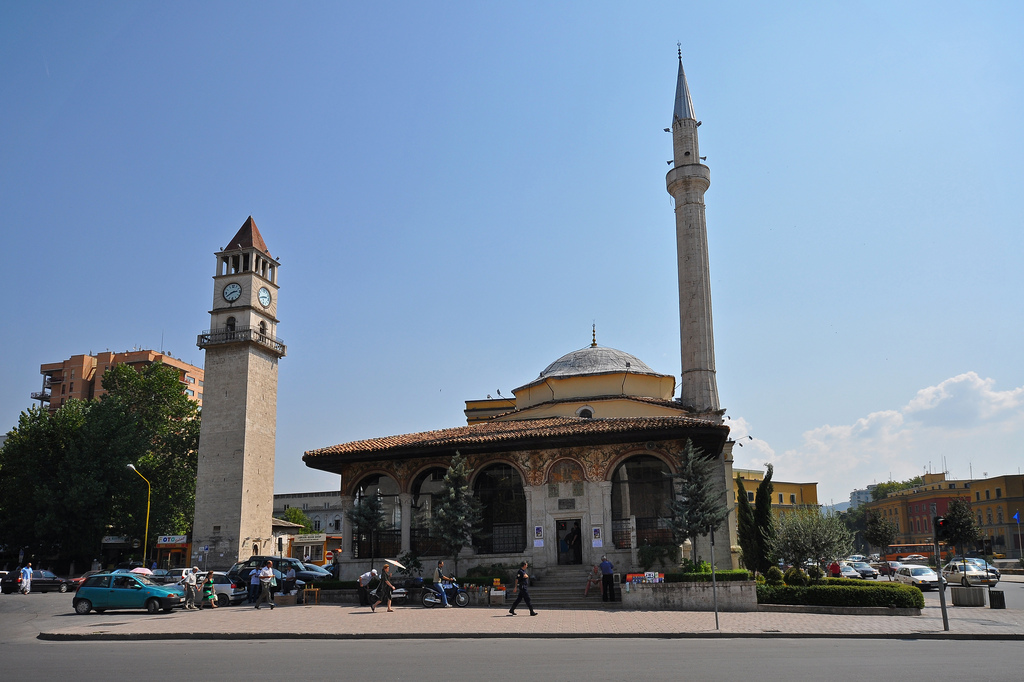
Moscheea Et'hem Bey⁠(en)[traduceți] și turnul cu ceas din Tirana
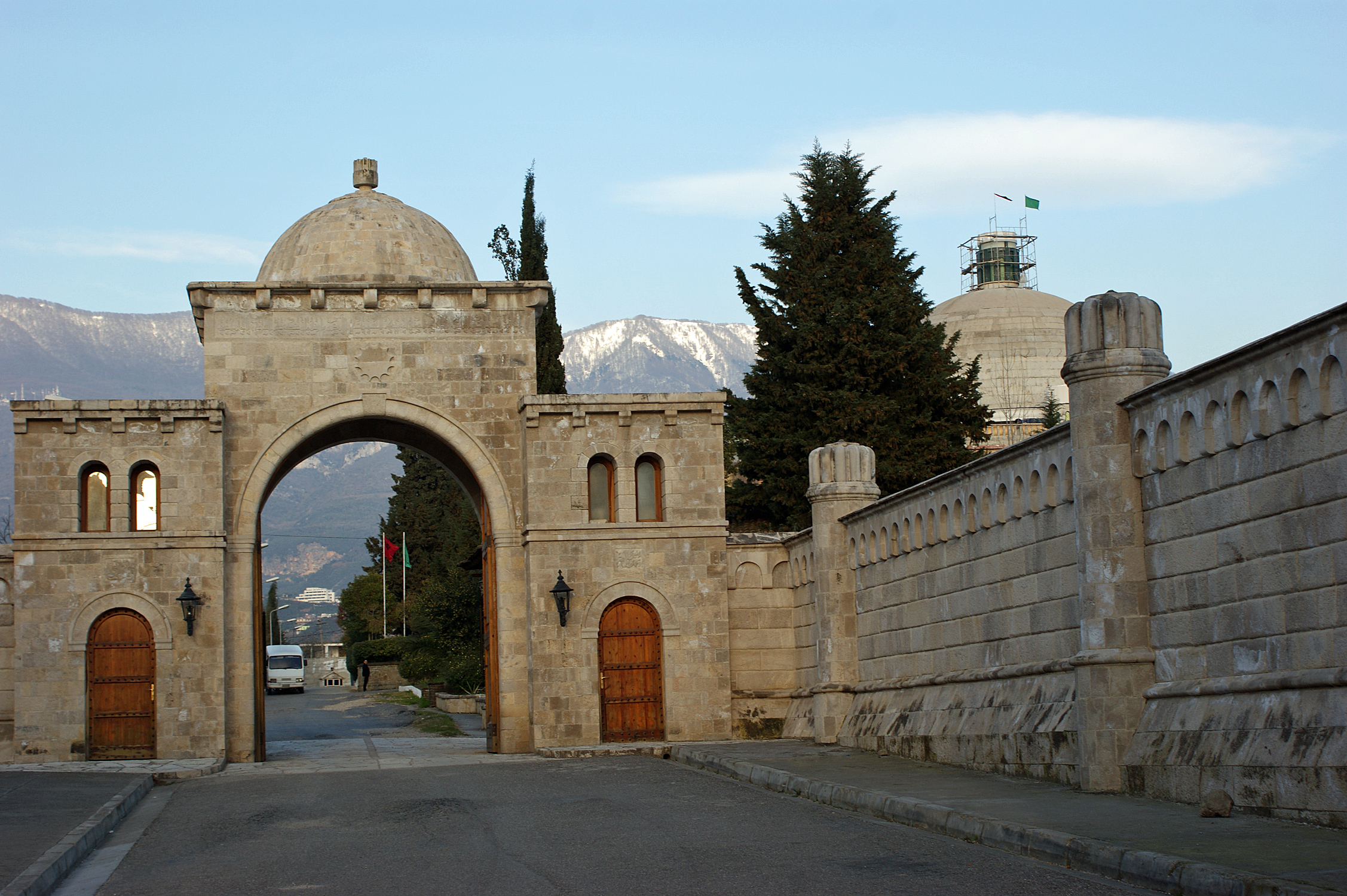
Sediul mondial al Ordinului Bektashi din Tirana.

## Cultura

### Muzica și folclorul

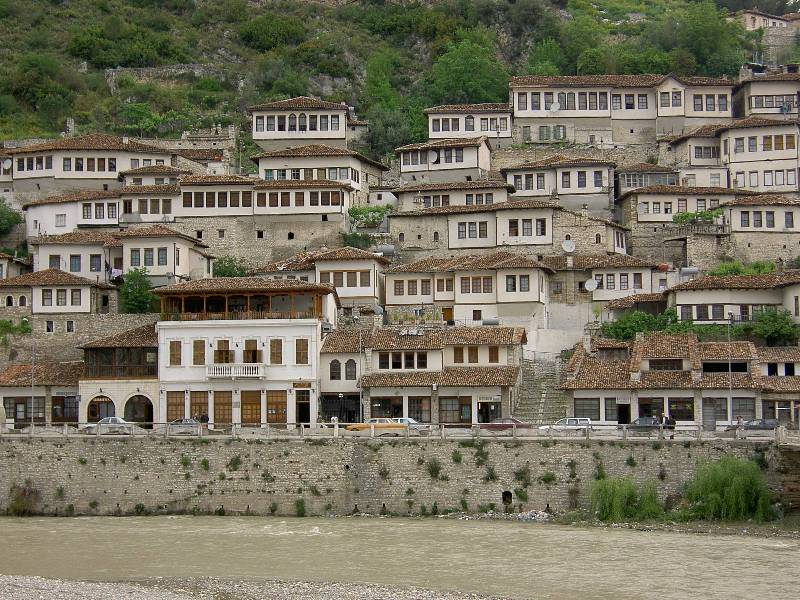
Berat

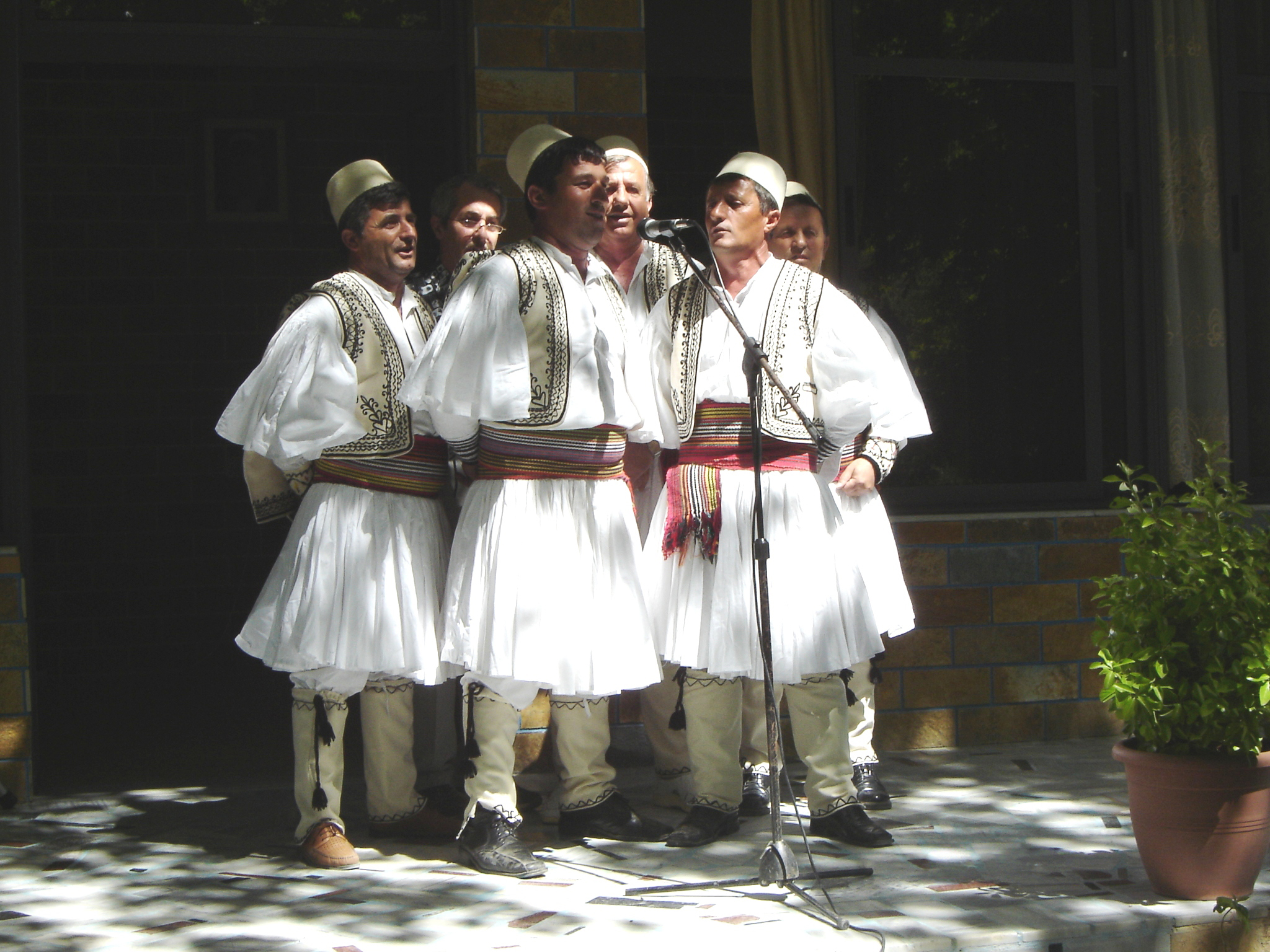
Grup de bărbați în costume populare albaneze din Skrapar

Muzica populară albaneză se încadrează în trei grupuri stilistice: Gheg în nord, Labs și Tosk în sud. Alte zone muzicale specifice sunt în jurul orașelor Shkodër și Tirana. Tradițiile diferă între nord și sud, cele din nord fiind cântece mai „aspre și eroice”, în vreme ce în sud sunt mai „relaxate”.
Aceste stiluri sunt unificate prin „intensitatea pe care artiștii o dau muzicii ca mediu de expresie patriotică și ca vehicul pentru transportul narațiunilor din istoria orală”, precum și prin anumite caracteristici, ca utilizarea măsurilor obscure cum ar fi 3/8, 5/8 și 10/8. Prima compilație de muzică populară albaneză a fost realizată de Pjetër Dungu în 1940.
Muzica diferitelor sărbători face și ea parte din patrimoniul folcloric albanez, în special cele din jurul zilei Sfântului Lazăr, de la începutul primăverii. Cântecele de leagăn și bocetele (vajtim) sunt tipuri importante de cântece populare albaneze, adesea cântate de femei.

### Limba și literatura albaneză

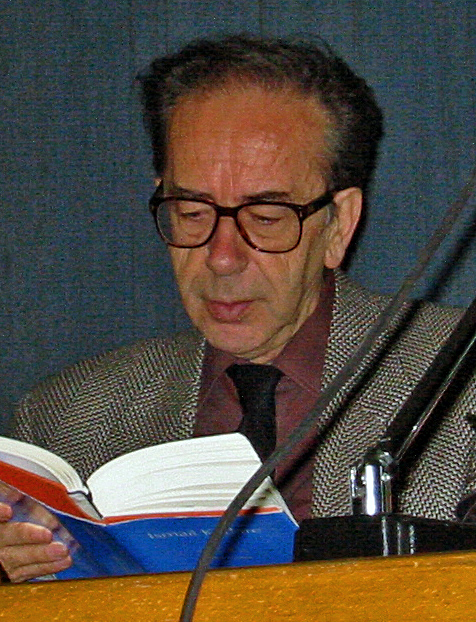
Ismail Kadare la o ședință de lectură, 2007

Filologul german Franz Bopp a demonstrat în 1854 că albaneza este limbă indo-europeană, familie în care ea formează o ramură distinctă al cărei unic membru este.
Unii lingviști consideră că albaneza derivă din iliră, (teorie contestată de istoricii și lingviștii care susțin că limba iliră era o limbă centum, spre deosebire de limba albaneză care este o limbă satem ) în vreme ce alții, susțin că provine din daco-tracă (teorie contestată de faptul că nu există urme și înregistrări scrise care să ateste o migrație și o prezență majoră a traco-dacilor pe teritoriul actual al Albaniei).
La distanțe mai mari, albaneza este adesea comparată cu limbile balto-slave și indo-iraniene pe de o parte și cu cele germanice pe de altă parte, cu care are în comun o serie de isoglose. Renașterea culturală s-a manifestat în principal prin dezvoltarea limbii albaneze în domeniul textelor și publicațiilor bisericești, în principal în regiunea catolică din nord, dar și în cea ortodoxă din sud. Reformele protestante au vitalizat speranțele pentru dezvoltarea unei limbi și tradiții literare locale când clericul Gjon Buzuku a adus în albaneză liturghia catolică, încercând să facă pentru albaneză ceea ce făcuse Luther pentru germană.

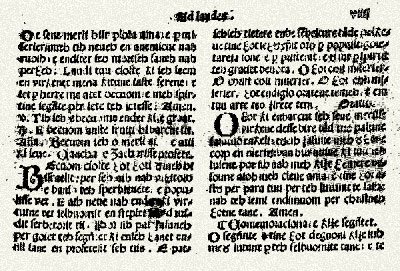
Extras din Meshari de Gjon Buzuku

Meshari de Gjon Buzuku, publicat în 1555, este considerată a fi prima operă literară scrisă în albaneză. Există dovezi fragmentare datând dinainte de Buzuku, ce indică faptul că albaneza era scrisă încă din secolul al XIV-lea.
Prima dovadă documentară datează din 1332 cu un raport în latină al dominicanului francez Guillelmus Adae, arhiepiscop de Antivari, care a scris că albanezii folosesc litere latinești în cărțile lor, chiar dacă limba este foarte diferită de latină. Alte exemple semnificative sunt: o formulă de botez (Unte paghesont premenit Atit et Birit et spertit senit) din 1462, scrisă în albaneză în cadrul unui text în latină scris de episcopul de Durrës, Pal Engjëlli; un glosar de cuvinte albaneze din 1497 de Arnold von Harff, un german care călătorise prin Albania, și un fragment de Biblie din secolul al XV-lea, din Evanghelia lui Matei, tot în albaneză, dar scris cu caractere grecești.

Scrierile albaneze din aceste secole nu au fost doar texte religioase, ci și cronici istorice. Ele sunt menționate de umanistul Marin Barleti, care, în cartea sa despre Asediul Shkodrei, scrisă în 1504, confirmă că răsfoise asemenea cronici scrise în limba poporului (in vernacula lingua).
În secolele al XVI-lea și al XVII-lea, catehismul E mbësuame krishterë (Învățături creștine; 1592) de Lekë Matrënga, Doktrina e krishterë (Doctrina creștină; 1618) și Rituale romanum (1621) de Pjetër Budi, primul scriitor de proză și poezie originală albaneză, o apologie a lui George Castriot (1636) de Frang Bardhi, care scrisese un dicționar și alte creații folclorice, tratatul teologico-filosofic Cuneus Prophetarum (1685) de Pjetër Bogdani, cea mai celebră personalitate a Evului Mediu albanez, au fost publicate în albaneză. Cel mai cunoscut scriitor albanez este Ismail Kadare.

### Patrimoniul cultural mondial
Pe lista patrimoniului mondial UNESCO sunt incluse următoarele obiective culturale din Albania:
- Ruinele vechiului oraș Butrint (1992, 1999, 2007)
- Centrele istorice ale orașelor Berat și Gjirokastra (2005, 2008)
- Pădurile primare și bătrâne de fag din Carpați și din alte regiuni ale Europei, sit transnațional ce conține (din 2017) și două zone protejate de pe râul Gashi din nord-estul țării

De asemenea, patrimoniul mondial intangibil cuprinde iso-polifonia în cântecul popular albanez.